# Xã Pond Creek, Quận Greene, Missouri
Xã Pond Creek (tiếng Anh: Pond Creek Township) là một xã thuộc quận Greene, tiểu bang Missouri, Hoa Kỳ. Năm 2010, dân số của xã này là 1.583 người.